# 莫力达瓦达斡尔族自治旗
莫力达瓦达斡尔族自治旗（达斡尔语：《达汉对照词典》记音符号，汉语拼音字母：Morindabaa Dagûûr oortoo jasah hôxûû），简称莫力达瓦旗、莫旗，是中华人民共和国内蒙古自治区呼伦贝尔市下属的一个自治旗，面积為10985平方公里，自治旗人民政府駐尼爾基鎮。

## 历史
1934年布西设治局析置莫力达瓦旗，下辖：
- 葛根努图克：辖尼尔基、宜卧奇、大英丁、大田社、兴仁、哈力沁、乌尔科7个嘎查
- 讷青努图克：辖博伦、西拉金、力英丁、都尔本、汗克尔河5个嘎查
- 芙登努图克：辖登特科、多西沁、阿彦沁、托尔苏、库木耳、西瓦尔6个嘎查
- 耐勒图努图克：辖阿尔拉、喀牙都尔、太平桥、五家子、库如奇、兴隆堡6个嘎查
- 鄂伦春努图克：辖努敏、样河2个嘎查。

1945年－1949年，莫力達瓦達斡爾族自治旗屬嫩江省管轄

1946年1月成立「布西旗」，归嫩江省第二行署管辖。1946年3月改称莫力达瓦旗，划归纳文慕仁盟管辖。1949年4月，巴彦旗并入莫力达瓦旗。1958年8月15日，经国务院批准成立了莫力达瓦达斡尔族自治旗，实现了民族区域自治，归内蒙古呼伦贝尔盟管辖。1969年4月，划归黑龙江省大兴安岭地区领导。1979年7月，划归内蒙古自治区呼伦贝尔盟管辖。2011年被确认为革命老区。

## 地理
該旗位於內蒙古呼倫貝爾的最東部，嫩江西岸，境内有尼尔基水利枢纽，北部是大興安嶺山脈，中部則為低山丘陵地。
莫旗位于大兴安岭与松嫩平原的交汇地带，纵观嫩江、诺敏河两岸；地处呼伦贝尔市最东部、大兴安岭东麓中段、嫩江西岸。全境南北长203.2公里，东西长125公里，北与鄂伦春自治旗接壤，西、南与阿荣旗、黑龙江省甘南县为邻，东与黑龙江省讷河市、嫩江县隔江相望。距齐齐哈尔市170公里，距哈尔滨市450公里，距呼伦贝尔市海拉尔区500公里。
全境地势由西北向东南倾斜，平均海拔398米，旗境最高峰是位于西北部杜拉尔鄂温克民族乡境内的瓦西格奇山，海拔638.3米。有山丘、丘陵、平原三大地貌，为浅山区。境内有流域面积50平方公里以上的大小河流65条，过境地表水资源总量147.40亿立方米，水能蕴藏量66.6万千瓦。莫旗属中温带大陆性的季风气候，积温2200至2600℃，年均降水量在400-500毫米之间，无霜期115天左右。2001年全国重点水利枢纽工程——尼尔基水利枢纽工程在莫旗开工建设，2006年7月蓄水发电。全旗现有耕地747万亩，草场231.5万亩，林地338万亩，水域面积69.39万亩。

## 行政区划
莫力达瓦达斡尔族自治旗下辖11个镇、2个乡、2个民族乡：
尼尔基镇、宝山镇、哈达阳镇、阿尔拉镇、汉古尔河镇、西瓦尔图镇、腾克镇、奎勒河镇、塔温敖宝镇、登特科镇、红彦镇、库如奇乡、额尔和乡、杜拉尔鄂温克民族乡和巴彦鄂温克民族乡。

## 人口
根據第七次人口普查數據，截至2020年11月1日零時，莫力達瓦達斡爾族自治旗常住人口為228822人。
2004年，總人口29万人。該旗為达斡尔族為主的自治旗，也是全國唯一的達斡爾族自治旗。全旗有汉、蒙古、达斡尔、鄂温克、鄂伦春等26个民族，其中，达斡尔族3.33万人，约占总人口的10%。

## 产业
2012年被列为国家级贫困县。
农作物以大豆、玉米、水稻、小麦、马铃薯为主，以县为单位大豆产量居全国之首，是全国重要的商品粮生产基地，2003至2017年连续15年被评为“全国粮食生产先进县”。該旗除了發展農牧業之外，近年的太陽能利用，頗為先進，另外，也積極發展觀光業

## 交通
- 111国道过境。